# Toro Rosso STR14
Chronologie des modèles (2019)
Toro Rosso STR13 AlphaTauri AT01
La Toro Rosso STR14 est la monoplace de Formule 1 engagée par la Scuderia Toro Rosso dans le cadre du championnat du monde de Formule 1 2019. La paire de pilotes officialisés à son volant est le Russe Daniil Kvyat, qui est pour la troisième fois consécutive chez l'écurie italienne, et le Thaïlandais Alexander Albon, rookie. Conçue par l'ingénieur britannique James Key, la STR14 est présenté le 11 février 2019 en ligne.

## Création de la monoplace
Deuxième année du partenariat avec le motoriste Honda, l'écurie italienne est dans la continuité et dans la stabilité pour la partie moteur. En ce qui concerne la partie aérodynamique, la STR14 respecte la nouvelle réglementation de la saison 2019 avec un aileron avant simplifié, l'aileron arrière et une augmentation de la taille d'ouverture du DRS.

### Personnel
Le 22 février 2019, Toro Rosso et McLaren annonce qu'un accord a été trouvé concernant le cas de James Key ; l'ingénieur britannique décidant de quitter l'écurie italienne pour rejoindre la formation britannique.
À partir du Grand Prix de Belgique, Pierre Gasly est remplacé par Alexander Albon chez Red Bull et finit la saison aux côtés de Daniil Kvyat chez Toro Rosso.

## Résultats en championnat du monde de Formule 1
| Saison | Écurie                    | Moteur                        | Pneus   | Pilotes         | Courses | Courses | Courses | Courses | Courses | Courses | Courses | Courses | Courses | Courses | Courses | Courses | Courses | Courses | Courses | Courses | Courses | Courses | Courses | Courses | Courses | Points inscrits | Classement |
| Saison | Écurie                    | Moteur                        | Pneus   | Pilotes         | 1       | 2       | 3       | 4       | 5       | 6       | 7       | 8       | 9       | 10      | 11      | 12      | 13      | 14      | 15      | 16      | 17      | 18      | 19      | 20      | 21      | Points inscrits | Classement |
| ------ | ------------------------- | ----------------------------- | ------- | --------------- | ------- | ------- | ------- | ------- | ------- | ------- | ------- | ------- | ------- | ------- | ------- | ------- | ------- | ------- | ------- | ------- | ------- | ------- | ------- | ------- | ------- | --------------- | ---------- |
| 2019   | Red Bull Toro Rosso Honda | Honda V6 turbo hybride RA619H | Pirelli |                 | AUS     | BAH     | CHI     | AZE     | ESP     | MON     | CAN     | FRA     | AUT     | GBR     | ALL     | HON     | BEL     | ITA     | SIN     | RUS     | JAP     | MEX     | USA     | BRE     | ABU     | 85              | 6e         |
| 2019   | Red Bull Toro Rosso Honda | Honda V6 turbo hybride RA619H | Pirelli | Daniil Kvyat    | 10e     | 12e     | Abd.    | Abd.    | 9e      | 7e      | 10e     | 14e     | 17e     | 9e      | 3e      | 15e     | 7e      | Abd.    | 15e     | 12e     | 10e     | 11e     | 12e     | 10e     | 9e      | 85              | 6e         |
| 2019   | Red Bull Toro Rosso Honda | Honda V6 turbo hybride RA619H | Pirelli | Alexander Albon | 14e     | 9e      | 10e     | 11e     | 11e     | 8e      | Abd.    | 15e     | 15e     | 12e     | 6e      | 10e     |         |         |         |         |         |         |         |         |         | 85              | 6e         |
| 2019   | Red Bull Toro Rosso Honda | Honda V6 turbo hybride RA619H | Pirelli | Pierre Gasly    |         |         |         |         |         |         |         |         |         |         |         |         | 9e      | 11e     | 8e      | 14e     | 7e      | 9e      | 16e*    | 2e      | 18e     | 85              | 6e         |

Légende : ici 
- *Le pilote n'a pas terminé la course mais est classé pour avoir parcouru 90% de la distance prévue